# 2. slovenská fotbalová liga 1998/1999
V soubojích 6. ročníku 2. slovenské fotbalové ligy 1998/99 se utkalo 18 týmů dvoukolovým systémem podzim - jaro.
Nováčky soutěže se staly FK DAC 1904 Dunajská Streda, FC Lokomotíva Košice (oba sestup z Mars superligy) a čtyři vítězové regionálních skupin 3. ligy - ŠK Slovan Bratislava „B“, FKM Nové Zámky, Železiarne Podbrezová a Zemplín VTJ Michalovce.
Vítězem a zároveň i postupujícím se stal tým FK DAC 1904 Dunajská Streda, z druhého místa postoupil tým FK VTJ Koba Senec. Do 3. ligy sestoupily poslední čtyři mužstva tabulky - ŠK Slovmag Jelšava, FK Slavoj Trebišov, Zemplín VTJ Michalovce a FK Bukocel Vranov nad Topľou.

## Konečná tabulka
| Poř. | Tým                          | Z  | V  | R  | P  | VG | OG | B  |
| ---- | ---------------------------- | -- | -- | -- | -- | -- | -- | -- |
| 1.   | FK DAC 1904 Dunajská Streda  | 34 | 21 | 6  | 7  | 62 | 29 | 69 |
| 2.   | FK VTJ Koba Senec            | 34 | 19 | 11 | 4  | 44 | 23 | 68 |
| 3.   | ŠKP Devín                    | 34 | 20 | 7  | 7  | 65 | 36 | 67 |
| 4.   | ŠK Matador Púchov            | 34 | 18 | 11 | 5  | 51 | 21 | 65 |
| 5.   | ŠK Slovan Bratislava „B“     | 34 | 16 | 8  | 10 | 49 | 40 | 56 |
| 6.   | PFK Piešťany                 | 34 | 15 | 5  | 14 | 43 | 42 | 50 |
| 7.   | Železiarne Podbrezová        | 34 | 14 | 7  | 13 | 37 | 36 | 49 |
| 8.   | FC Steel Trans Ličartovce    | 34 | 13 | 9  | 12 | 38 | 38 | 48 |
| 9.   | FK NCHZ-DAK Nováky           | 34 | 14 | 5  | 15 | 51 | 41 | 47 |
| 10.  | ŠK Tesla Stropkov            | 34 | 14 | 4  | 16 | 36 | 40 | 46 |
| 11.  | FK Slovan Levice             | 34 | 13 | 6  | 15 | 43 | 40 | 45 |
| 12.  | FC Lokomotíva Košice         | 34 | 12 | 9  | 13 | 38 | 37 | 45 |
| 13.  | FK Slovan Duslo Šaľa         | 34 | 12 | 8  | 14 | 48 | 49 | 44 |
| 14.  | FKM Nové Zámky               | 34 | 12 | 7  | 15 | 41 | 48 | 43 |
| 15.  | ŠK Slovmag Jelšava           | 34 | 9  | 9  | 16 | 29 | 48 | 36 |
| 16.  | FK Slavoj Trebišov           | 34 | 9  | 3  | 22 | 30 | 58 | 30 |
| 17.  | Zemplín VTJ Michalovce       | 34 | 7  | 8  | 19 | 33 | 60 | 29 |
| 18.  | FK Bukocel Vranov nad Topľou | 34 | 4  | 5  | 25 | 23 | 75 | 17 |

Poznámky
- Z = Odehrané zápasy; V = Vítězství; R = Remízy; P = Prohry; VG = Vstřelené góly; OG = Obdržené góly; B = Body

|  | postup do Mars superligy 1999/00 |
|  | sestup do 3. ligy 1999/00        |